# Чифталан
„Чифталан“ (на турски: Çiftalan) е квартал на Истанбул, разположен в градска околия Еюпсултан. Общата му площ е 18,4 км2. Според данни на Адресната система за регистриране на населението (ABPRS) към 2024 г. населението на „Чифталан“ е 187 жители.